# Oreo (chi nhện)
Oreo là một chi nhện trong họ Gallieniellidae.